# アストンマーティン・DB4GTザガート

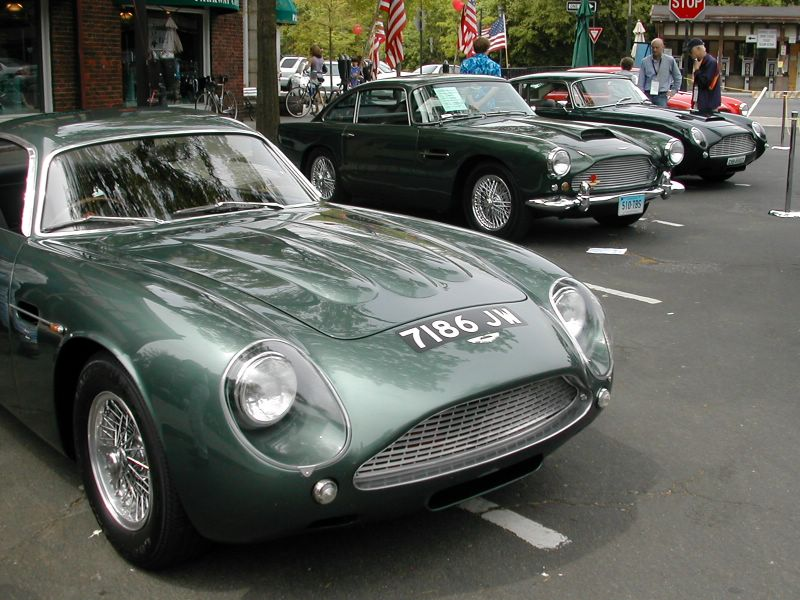
DB4GTザガート（手前）

DB4GTザガートは、アストンマーティン・ラゴンダが1960年から1963年に製造したスポーツカーである。　
DB4GTをさらに高性能化・軽量化したバージョンであり、19台のみ製作された。
通常のDB4GTのシャシに、カロッツェリアザガート製の軽量ボディを架装。ボディデザインは当時カロッツェリアザガートのデザイナーだったエルコーレ・スパーダの手による。
一時期、自動車評論家の小林彰太郎がシャシ番号0200/Rを所有していた。
1991年に、未使用のDB4GT用のシャーシナンバーを使用して、アストンマーティン・ラゴンダ公認で4台がサンクションIIとして追加製造された。

## 機構・スタイル
- エンジンは、DB4GTの3,670cc水冷直列6気筒のツインプラグDOHCエンジンをベースに圧縮比を9.7:1と高めたもの。3基のウェーバー製45DCOEダブルチョークキャブレターから314hpを出力する。
- 車重はDB4GTに比べ更に軽量な1,159kgとされたが、さらに一層の軽量化を行ったバージョンが4台製作された。